# Dallas Austin
Dallas Austin (* 29. Dezember 1970 in Columbus, Georgia) ist ein US-amerikanischer Musiker, Songwriter und Produzent.
Austins Arbeit in der amerikanischen Musikindustrie konzentriert sich auf die beiden Genres R&B und Pop. Neben seiner Tätigkeit als ausführender Produzent, unter die eine Vielzahl Hits für etablierte Interpreten wie Michael Jackson, Madonna, Anastacia, Janet Jackson, Pink, Gwen Stefani, Kelis oder auch die Sugababes fallen, zeigt er sich vor allem als Talentsucher und -förderer verantwortlich. Zu seinen (ehemaligen) Schützlingen zählen Künstler wie Stacie Orrico, Blu Cantrell, Monica und insbesondere TLC.

## Diskografie
Liste der Autorenbeteiligungen A und Produktionen P von Dallas Austin:
- 1994: Madonna – Secret A, P
- 1994: TLC – Creep A, P
- 1995: Michael Jackson feat. The Notorious B.I.G. – This Time Around A, P
- 1998: Brandy & Monica – The Boy Is Mine P
- 1999: TLC – Unpretty A, P
- 2001: Pink – Don’t Let Me Get Me A, P
- 2001: Pink – Just Like a Pill A, P
- 2005: Sugababes – Push the Button A, P
- 2011: will.i.am feat. Mick Jagger & Jennifer Lopez – T.H.E. (The Hardest Ever) A, P
- 2015: Paul McCartney, Rihanna & Kanye West – FourFiveSeconds A